# Liste der Monuments historiques in Avioth
Die Liste der Monuments historiques in Avioth führt die Monuments historiques in der französischen Gemeinde Avioth auf.

## Liste der Immobilien
| Bezeichnung             | Beschreibung                               | Standort                      | Kennzeichnung | Schutzstatus | Datum | Bild           |
| ----------------------- | ------------------------------------------ | ----------------------------- | ------------- | ------------ | ----- | -------------- |
| Basilika Notre-Dame     | um 1260 begonnen                           | Rue de l’Abbé Delhotel (Lage) | PA00106460    | Classé       | 1840  | weitere Bilder |
| Kapelle „La Recevresse“ | aus der ersten Hälfte des 15. Jahrhunderts | Rue de l’Abbé Delhotel (Lage) | PA00106459    | Classé       | 1862  | weitere Bilder |

## Liste der Objekte
| Bezeichnung                                                     | Beschreibung                                                                  | Standort                          | Kennzeichnung | Schutzstatus | Datum | Bild           |
| --------------------------------------------------------------- | ----------------------------------------------------------------------------- | --------------------------------- | ------------- | ------------ | ----- | -------------- |
| Skulptur eines Apostels                                         | Stein, farbig gefasst, erste Hälfte des 15. Jahrhunderts                      | in der Basilika Notre-Dame (Lage) | PM55001130    | Classé       | 1995  |                |
| Zelebrantenstuhl                                                | Stein, 13. Jahrhundert                                                        | in der Basilika Notre-Dame (Lage) | PM55000022    | Classé       | 1840  |                |
| Wandgemälde Geißelung Christi                                   | aus dem 16. Jahrhundert                                                       | in der Basilika Notre-Dame (Lage) | PM55000024    | Classé       | 1840  |                |
| Gemälde an einem Chorpfeiler (1)                                | aus dem 13. Jahrhundert                                                       | in der Basilika Notre-Dame (Lage) | PM55000026    | Classé       | 1907  |                |
| Vier Heiligenskulpturen                                         | Holz, farbig gefasst, 16. Jahrhundert                                         | in der Basilika Notre-Dame (Lage) | PM55000033    | Classé       | 1913  |                |
| Adlerpult                                                       | Holz, 18. Jahrhundert                                                         | in der Basilika Notre-Dame (Lage) | PM55000036    | Classé       | 1956  |                |
| Skulptur La Recevresse                                          | Kopf einer Madonnenskulptur; Holz, 14. Jahrhundert                            | in der Basilika Notre-Dame (Lage) | PM55000040    | Classé       | 1984  |                |
| Epitaph für Jean-François Arnold und Marie-Ernestine d’Allamont | Marmor, bezeichnet 1636                                                       | in der Basilika Notre-Dame (Lage) | PM55001481    | Inscrit      | 1991  |                |
| Grabstein für Nicolas Lefebus                                   | Kalkstein, bezeichnet 1726                                                    | in der Basilika Notre-Dame (Lage) | PM55001484    | Inscrit      | 1991  |                |
| Skulptur einer Heiligen (1)                                     | Holz, farbig gefasst, 18. Jahrhundert                                         | in der Basilika Notre-Dame (Lage) | PM55001489    | Inscrit      | 1991  |                |
| Kniebank                                                        | Eichenholz, 1697                                                              | in der Basilika Notre-Dame (Lage) | PM55001494    | Inscrit      | 1995  |                |
| Ziborium                                                        | Stein, 14. Jahrhundert                                                        | in der Basilika Notre-Dame (Lage) | PM55000027    | Classé       | 1907  |                |
| Skulptur Madonna mit Kind                                       | Lindenholz, farbig gefasst, 12. Jahrhundert                                   | in der Basilika Notre-Dame (Lage) | PM55000038    | Classé       | 1981  | weitere Bilder |
| Hauptaltar                                                      | Altartisch; Stein, 13. Jahrhundert                                            | in der Basilika Notre-Dame (Lage) | PM55000744    | Classé       | 1840  |                |
| Epitaph für Jehan Proudon                                       | Kalkstein, bezeichnet 1462                                                    | in der Basilika Notre-Dame (Lage) | PM55001483    | Inscrit      | 1991  |                |
| Grabstein für Jean Lefebvre                                     | Kalkstein, bezeichnet 1729                                                    | in der Basilika Notre-Dame (Lage) | PM55001485    | Inscrit      | 1991  |                |
| Skulptur Heiliger Jakobus                                       | Holz, farbig gefasst, 18. Jahrhundert                                         | in der Basilika Notre-Dame (Lage) | PM55001491    | Inscrit      | 1991  |                |
| Nischenretabel                                                  | Stein, bemalt, 14. Jahrhundert                                                | in der Basilika Notre-Dame (Lage) | PM55000028    | Classé       | 1907  |                |
| Skulptur Johannes der Täufer                                    | Stein, farbig gefasst, 16. Jahrhundert                                        | in der Basilika Notre-Dame (Lage) | PM55000034    | Classé       | 1913  |                |
| Skulptur einer Heiligen (2)                                     | Holz, farbig gefasst, um 1600                                                 | in der Basilika Notre-Dame (Lage) | PM55001488    | Inscrit      | 1991  |                |
| Epitaph für Cécile Beaudoin Faquelo                             | Kalkstein, bezeichnet 1411                                                    | in der Basilika Notre-Dame (Lage) | PM55001129    | Classé       | 1995  |                |
| Gemälde an einem Chorpfeiler (2)                                | aus dem 15. Jahrhundert                                                       | in der Basilika Notre-Dame (Lage) | PM55000747    | Classé       | 1907  |                |
| 24 Kirchenbänke                                                 | Eichenholz, 18. Jahrhundert                                                   | in der Basilika Notre-Dame (Lage) | PM55001492    | Inscrit      | 192   |                |
| Zwei Heiligenskulpturen                                         | Holz, farbig gefasst, 18. Jahrhundert                                         | in der Basilika Notre-Dame (Lage) | PM55001486    | Inscrit      | 1991  |                |
| Kruzifix                                                        | Holz, farbig gefasst, 17. Jahrhundert                                         | in der Basilika Notre-Dame (Lage) | PM55001490    | Inscrit      | 1991  |                |
| 14 Skulpturen: Christus, Maria und die zwölf Apostel            | Stein, farbig gefasst, 15. Jahrhundert                                        | in der Basilika Notre-Dame (Lage) | PM55000031    | Classé       | 1907  |                |
| Orgel                                                           | Haupteintrag für PM55000037                                                   | in der Basilika Notre-Dame (Lage) | PM55001391    | Classé       | 1981  |                |
| Orgelprospekt                                                   | 1715 von Nicolas Boizard gebaut                                               | in der Basilika Notre-Dame (Lage) | PM55000037    | Classé       | 1981  |                |
| Tablett mit zwei Kännchen                                       | Silber, vergoldet, Mitte des 19. Jahrhunderts, von Pierre-Henry Favier        | in der Basilika Notre-Dame (Lage) | PM55000913    | Classé       | 1993  |                |
| Chorbank                                                        | Holz, 17. Jahrhundert                                                         | in der Basilika Notre-Dame (Lage) | PM55000032    | Classé       | 1907  |                |
| Ziborium                                                        | Stein, 15. Jahrhundert                                                        | in der Basilika Notre-Dame (Lage) | PM55000745    | Classé       | 1840  |                |
| Schlussstein Christus mit den Wundmalen                         | Stein, bemalt, 16. Jahrhundert                                                | in der Basilika Notre-Dame (Lage) | PM55000748    | Classé       | 1840  |                |
| Skulptur Heiliger Sebastian                                     | Holz, 1717                                                                    | in der Basilika Notre-Dame (Lage) | PM55001487    | Inscrit      | 1991  |                |
| Kelch (1)                                                       | Silber, vergoldet, erste Hälfte des 19. Jahrhunderts, von Jean-Charles Cahier | in der Basilika Notre-Dame (Lage) | PM55001493    | Inscrit      | 1993  |                |
| Skulptur Heilige Ursula                                         | Stein, farbig gefasst, 16. Jahrhundert                                        | in der Basilika Notre-Dame (Lage) | PM55000030    | Classé       | 1907  |                |
| Liegefigur der Catherine de Breux                               | Stein, um 1400                                                                | in der Basilika Notre-Dame (Lage) | PM55000023    | Classé       | 1840  |                |
| Skulptur Heilige Margarethe                                     | Stein, farbig gefasst, 15. Jahrhundert                                        | in der Basilika Notre-Dame (Lage) | PM55000029    | Classé       | 1907  |                |
| Skulpturengruppe Ecce Homo                                      | Stein, farbig gefasst, 16. Jahrhundert                                        | in der Basilika Notre-Dame (Lage) | PM55000025    | Classé       | 1840  |                |
| Epitaph für Louis Paqui                                         | Kalkstein, bezeichnet 176[x]                                                  | in der Basilika Notre-Dame (Lage) | PM55001482    | Inscrit      | 1991  |                |
| Skulptur Petrus                                                 | Stein, farbig gefasst, 17. Jahrhundert                                        | in der Basilika Notre-Dame (Lage) | PM55000035    | Classé       | 1913  |                |
| Kelch (2)                                                       | Silber, vergoldet, 1738 von Claude Renauld                                    | in der Basilika Notre-Dame (Lage) | PM55000039    | Classé       | 1981  |                |
| Hostiendose                                                     | Silber, vergoldet, um 1880                                                    | in der Basilika Notre-Dame (Lage) | PM55000914    | Classé       | 1993  |                |
| Kirchenfenster                                                  | aus dem 15. Jahrhundert                                                       | in der Basilika Notre-Dame (Lage) | PM55000746    | Classé       | 1840  |                |
| Grabstein für Alisson Lemaire                                   | Kalkstein, bezeichnet 1441                                                    | in der Basilika Notre-Dame (Lage) | PM55001131    | Classé       | 1995  |                |
| Kanzel                                                          | Stein, 1538                                                                   | in der Basilika Notre-Dame (Lage) | PM55000749    | Classé       | 1840  |                |